# Johann Georg Wirsung

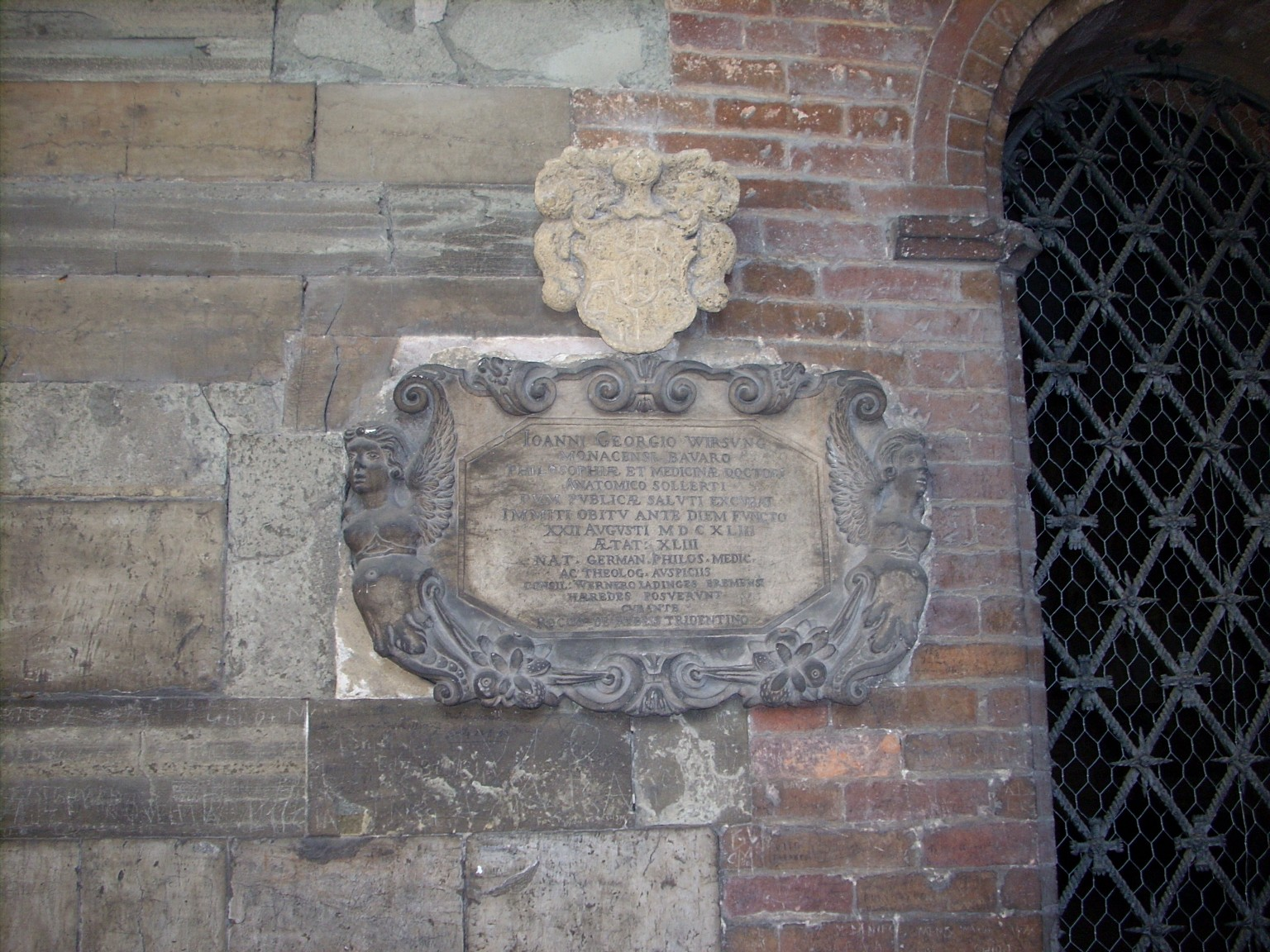
Tablica upamiętniająca Johanna Georga Wirsunga, umieszczona w kaplicy bazyliki św. Antoniego w Padwie

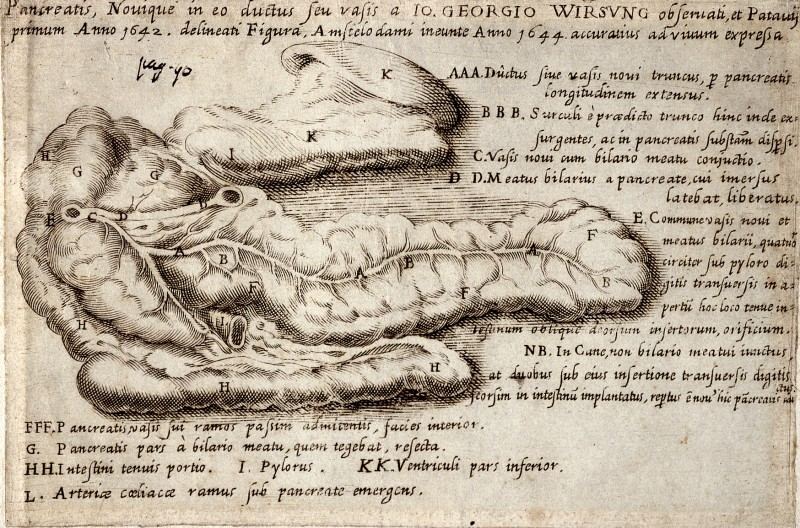
XVII-wieczny miedzioryt przedstawiający anatomię trzustki, jedna z kopii miedziorytu Wirsunga

Johann Georg Wirsung (Johann Georg Wirsüng, ur. 3 lipca 1589 w Augsburgu, zm. 22 sierpnia 1643 w Padwie) – niemiecki lekarz i anatom, profesor na Uniwersytecie w Padwie.
Urodził się przypuszczalnie 3 lipca 1589 w Augsburgu, chociaż rozpowszechniona jest błędna informacja o narodzinach anatoma w roku 1600.
Studiował filozofię i medycynę w Paryżu, w 1630 roku w Padwie uzyskał tytuł doktora nauk medycznych. Od 1630 roku był profesorem anatomii w Padwie.
W 1642 roku opisał przewód trzustkowy główny, znany dziś jako przewód Wirsunga. Dokonał tego podczas sekcji mordercy Zuane Viaro della Badia, powieszonego na Piazza del Vin w dniu 1 marca 1642 roku. Świadkami odkrycia było dwóch studentów: Duńczyk Thomas Bartholin i Niemiec Moritz Hoffman. By zapewnić sobie pierwszeństwo opisu, Wirsung wykonał miedzioryt przedstawiający trzustkę i przewód, następnie odbitki rysunku rozesłał czołowym anatomom Europy, m.in. do Jeana Riolana.
W sobotnią noc 22 sierpnia 1643 roku Wirsung został zamordowany w drzwiach swojego domu sąsiadującego z Collegio Pratense, gdy jak zwykle o tej porze rozmawiał ze swoimi sąsiadami. W grupie zabójców byli doktor Jacobus Cambier, jego kuzyn Nicaise Cambier i trzeci student medycyny o nieznanej tożsamości. Wirsung został zastrzelony z muszkietu lub karabinu (łac. sclopetum). Anatom podobno wykrzyczał nazwisko Cambiera, zanim umarł z powodu znacznej utraty krwi. Morderca i jego wspólnicy rzekomo opuścili Padwę następnego dnia. Brak wiadomości o śledztwie czy też procesie; archiwa miejskie Padwy w 90% uległy zniszczeniu podczas wielkiego pożaru w roku 1737. Uważa się jednak, że powodem zabójstwa był osobisty zatarg między odkrywcą przewodu trzustkowego a Cambierem.
Wirsung został pochowany w nieoznakowanej krypcie w bazylice św. Antoniego. Nie założył rodziny, wiadomo tylko, że miał dwóch kuzynów, którzy odziedziczyli jego rękopisy i miedzioryty. Wirsung pozostawił też bibliotekę liczącą 400 książek.
W 1762 roku historię zabójstwa Wirsunga opisał padewski anatom Giovanni Battista Morgagni. W 1922 roku powstała biografia uczonego autorstwa Dante Bertelliego, jednak była powierzchowna i mało dokładna. Wiele wątków jego życia i kariery naukowej pozostaje niewiadomych.